# دیوید آمسالم
دیوید آمسالم (به انگلیسی: David Amsalem) مدافع اهل اسرائیل است که از سال ۱۹۹۲ تا ۱۹۹۹ میلادی عضو تیم ملی فوتبال اسرائیل بوده و در ۳۱ بازی ملی حضور داشته است.